# رعامة مدغشقرية
رُعَامَة مدغشقرية أو الرُّعَامَة أو الرُّعَامَى  أو شجرة المُسافِر أو شجرة المسافرين أو نخل المسافر شجرة تزيينية غاية في الجمال تعتبر من اشباه النخيل وأشباه الموز لهذا تعرف بالموز الكاذب، مهدها مدغشقر وما حولها من جزر المحيط الهندي. أما سبب تسميتها بشجرة المسافر فيعود إلى أذينات أوراقها الحاضنة التي تحفظ الماء زلالًا باردًا يروي عطش الظمآن.

## تصنيف
ينتمي هذا الجنس من الأشجار إلى نفس الفصيلة التي تضم عصفور الجنة. والجدير بالذكر انه يجب التمييز بين هذه الشجرة وشجرة أخرى مشابهة لها تسمى دبسيس ديكاري فهناك شبه كبير بينهما

## المميزات
المميز في هذا النبات هو انه يخزن الماء في معظم اجزائه أي الساق والاوراق والازهار. ويتراوح ارتفاعه بين 10 إلى 20 متر.

## الاحتياجات البيئية
تحتاج الشجرة إلى إضاءة مباشرة تفضل الرطوبة المستمرة، تحتاج إلى تربة جيدة الصرف ومن الأفضل إضافة سماد متوازن (n-p-k) مرة كل شهر. يمكن اكثارها بالبذور وبالتقسيم. يمكن زراعته في عدة أنواع من الترب الطينية أو الرملية شرط أن لا تكون ذات قلوية مرتفعة، أي تربة ذات ملوحة مرتفعة. ويحتاج في فترة النمو إلى النتروجين بصورة أساسية لنمو أوراقه على نحو سليم.

## معرض الصور

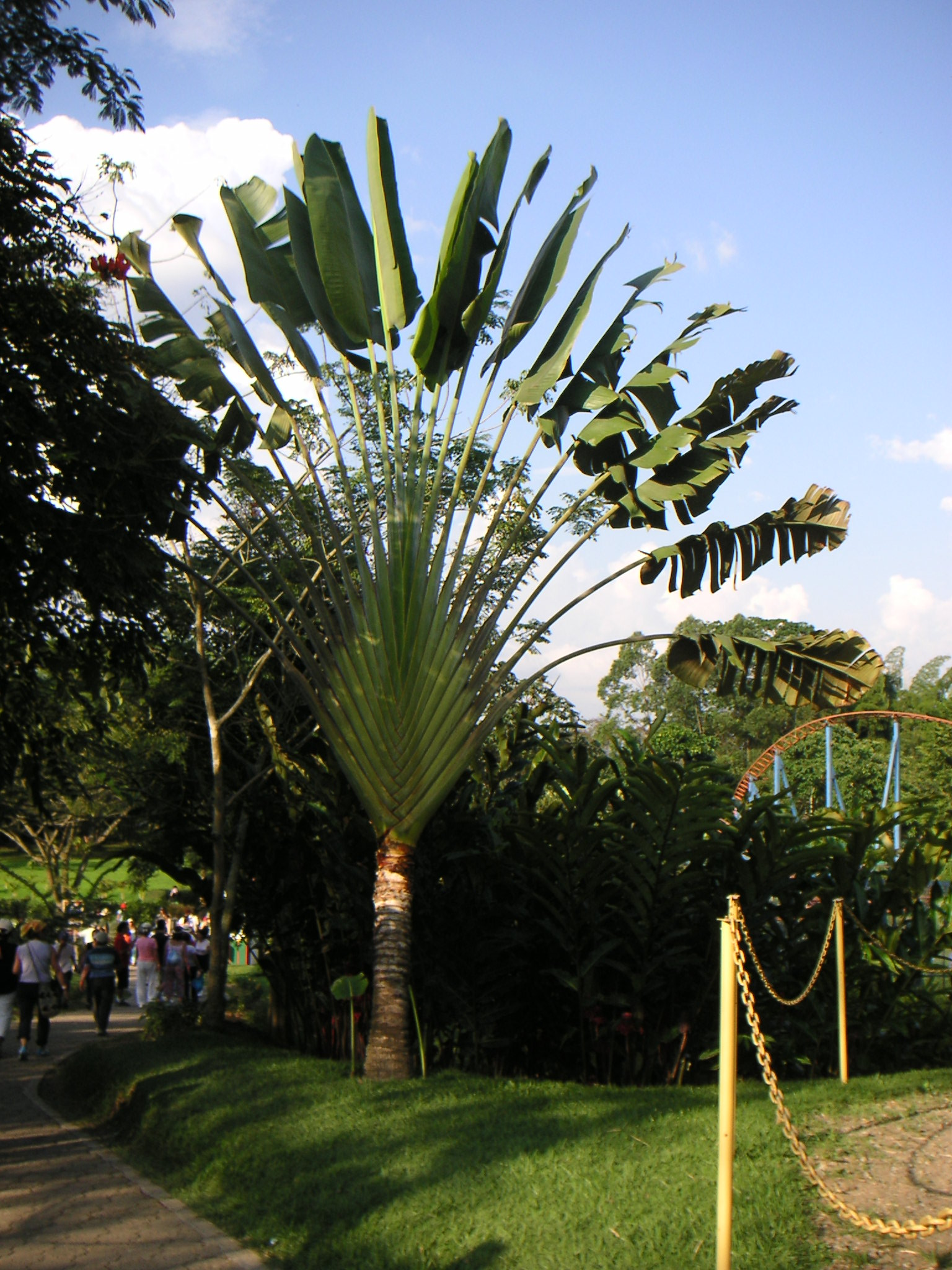
الشكل